# Okręty podwodne projektu 971
Okręty podwodne projektu 971 – radzieckie wielozadaniowe okręty podwodne z napędem atomowym. W kodzie NATO okręty noszą oznaczenie Akula (radzieckie oznaczenie – Szczuka-B i Szczuka-M). Zgodnie z tą klasyfikacją wyróżniono trzy podwersje: Akula I, Akula Improved i Akula II. Ten typ okrętów został opracowany jako tańsza alternatywa dla zaawansowanych i drogich okrętów projektu 945 (NATO: Sierra). W miejsce kadłuba sztywnego ze stopu tytanu, użyto stali niskomagnetycznej, co zmniejszyło zarówno koszty materiału jak i robocizny oraz niezbędnych do obróbki tytanu instalacji i urządzeń. W celu ograniczenia emisji hałasu przez okręty tego typu, zastosowano w nich tratwę oddzielającą maszynownie od kadłuba, powłokę anechoiczną kadłuba, a także położono duży nacisk na hydrodynamikę kadłuba i zaawansowaną konstrukcję pędnika w postaci śruby. Uzbrojenie okrętów tego projektu dorównuje uzbrojeniu jednostek projektu 945, posiadają jednak zdolność do odpalania pocisków manewrujących z większych wyrzutni torpedowych.
W nowszych jednostkach tego typu, oznaczonych jako projekt 971M (NATO: Akuła II), zastosowano dłuższy kadłub celem zmieszczenia w nim wolnoobrotowych układów przeniesienia napędu, co miało skutkować zmniejszeniem poziomu generowanego przez pędnik hałasu. Okręty tego projektu otrzymały dodatkową powłokę anechoiczną na wewnętrznej powierzchni kadłuba, bardziej złożoną izolację tratwy maszynowni oraz ulepszone sensory.

## Historia
Prace nad nowymi okrętami podwodnymi o kadłubie wykonanym ze stali o podwyższonej wytrzymałości, które otrzymały oznaczenie projekt 971 rozpoczęły się w 1976 roku. Początkowo planowano budowę okrętów o kadłubach wykonanych z tytanu, jednak brak niezbędnej infrastruktury i wysokie koszty sprawiły, że wybrano ostatecznie kadłuby stalowe. Budowę pierwszego okrętu typu 971 – K-284 „Akuła” rozpoczęto w stoczni w Komsomolsku nad Amurem 11 listopada 1983. Wodowanie okrętu nastąpiło 22 lipca 1984, a wejście do służby 30 grudnia 1984.

## Opis
Kadłub okrętu wykonany jest ze stali o wysokiej wytrzymałości, dzięki czemu okręt może zanurzać się na głębokość około 500 m. Wytrzymałość takiego kadłuba jest jednak znacznie gorsza w porównaniu do kadłuba wykonanego z tytanu. Podwójny kadłub okrętu podzielony jest na 8 przedziałów.

## Wykaz jednostek
Szczuka-B / 971
- budowane w Komsomolsku w stoczni Amurskij Sudostroitielnyj Zawod:

- K-284 „Akuła” • Położenie stępki: 11.11.1983 Wodowanie 22.07.1984 • Wejście do służby: 30.12.1984 • Wycofany ze służby 1998

- K-263 „Dielfin” • Stępka: 09.05.1985 • Wodowanie: 28.05.1986 • Wejście do służby:  30.12.1987 • Obecnie „Barnauł”

- K-322 „Kaszalot” • Stępka: 05.09.1986 • Wodowanie: 18.07.1987 • Wejście do służby: 30.12.1988 • Obecnie „Kasatka”

- K-391 „Kit” • Stępka: 23.02.1988 • Wodowanie: 14.04.1989 • Wejście do służby: 29.12.1989 • Obecnie „Bratsk”

- K-331 „Narwal” • Stępka: 28.12.1989 • Wodowanie: 23.06.1990 • Wejście do służby: 31.12.1990 • Obecnie „Magadan”

- K-419 „Morż” • Stępka: 28.07.1991 • Wodowanie: 18.05.1992 • Wejście do służby: 31.12.1992 • Obecnie „Kuzbas”

- K-295 „Drakon” • Stępka: 07.11.1993 • Wodowanie: 15.08.1994 • Wejście do służby: 17.07.1995 • Obecnie „Samara”

- INS „Chakra” • Stępka: 1993 • Wodowanie: 24.06.2006 • Wejście do służby: 28.12.2009 • Od 2004 przebudowany do proj.971IM • Przeznaczony na leasing do Indii

- 2 rozpoczęte w 1990 i 1991 po przerwaniu budowy 18.03.1992 zakonserwowane na stoczni

- 1 rozpoczęty w 1994 rozebrany na złom

Szczuka-B / 971M
- budowane w Siewierodwińsku:

- K-480 „Bars” • Stępka: 22.02.1985 • Wodowanie: 16.04.1988 • Wejście do służby: 29.12.1988 • Później „Ak-Bars” •  Wycofany ze służby 1998

- K-317 „Pantiera” • Stępka: 06.11.1986 • Wodowanie: 21.05.1990 • Wejście do służby: 27.12.1990

- K-461 „Wołk” • Stępka: 14.11.1987 • Wodowanie: 11.06.1991 • Wejście do służby: 29.12.1991

- K-328 „Lieopard” • Stępka: 26.10.1988 • Wodowanie: 28.06.1992 • Wejście do służby: 30.12.1992

- K-154 „Tigr” • Stępka: 10.09.1989 • Wodowanie: 26.06.1993 • Wejście do służby: 29.12.1993

- K-157 „Wjepr” • Stępka: 13.07.1990 • Wodowanie: 10.12.1994 • Wejście do służby: 25.11.1995

Szczuka-M / 971M
- budowane w Siewierodwinsku

- K-335 „Giepard” • Stępka: 23.09.1991 • Wodowanie: 17.09.1999 • Wejście do służby: 04.12.2001

- K-333 „Ryś” • Stępka: 31.08.1993 • Bud.przerwana: 06.10.1997 • Zakonserwowany na stoczni

- K-337 „Kuguar” • Stępka: 18.08.1992 • Bud.przerwana: 22.01.1998 •  Zakonserwowany na stoczni

- Rosjanie planują ich przebudowę do projektu Jasień-M / proj. 08551[potrzebny przypis]